# ميورتشين
ميورتشين (بالفرنسية: Meurchin)‏ هي بلدية تقع في إقليم باد كاليه من منطقة نور با دو كاليه في شمال فرنسا. تبلغ مساحة هذه المدينة 4.64 (كم²)، وترتفع عن سطح البحر 26 م، يبلغ عدد سكانها 3690 نسمة حسب إحصاء المعهد الوطني للإحصاء والدراسات الاقتصادية سنة 2009 م. وترأس Laurent Maillard البلدية خلال فترة (2008-2014).